# Jay Huff
Jay Huff, vollständiger Name James Matthew Huff (* 25. August 1997 in Durham, North Carolina) ist ein US-amerikanischer Basketballspieler, der mittels eines Zwei-Wege-Vertrags aktuell bei den Memphis Grizzlies und den Memphis Hustle unter Vertrag steht und auf der Position des Centers eingesetzt wird.

## Highschool
Huff spielte vier Jahre lang Basketball für die Voyager Academy in Durham, North Carolina, wo er von seinem Vater Mike trainiert wurde. Im Jahr 2016, in seinem jetzten Collagejahr, wurde er der besten Scorer seiner Schule aller Zeiten. Huff führte sein Team zu einem Titel und wurde als wertvollster Spieler ausgezeichnet, nachdem er im Finale ein Triple-double aus 14 Punkten, 14 Rebounds und 10 Blocks erzielt hatte. Er beendete die Saison mit einem Durchschnitt von 16,3 Punkten, 10,1 Rebounds und 5,5 Assists pro Spiel.

## College (2017–2021)
Huff studierte von 2017 bis 2021 an der University of Virginia und spielte dort in der Basketball-Herrenmannschaft dem „Virginia Cavaliers men's basketball team“. Sein erstes Jahr verbrachte er als Redshirt und verbesserte dabei seine spielerischen Fähigkeiten, sowie Kraft und Ausdauer. Nach dem Ende seiner ersten Saison musste er sich einer Operation wegen eines gerissenen Labrums unterziehen, wodurch er drei bis vier Monate ausfiel. Der Glanzpunkt seiner College-Karriere gelang ihm am 29. Februar 2020. Dort erzielte er 15 Punkte, 10 Blocks und neun Rebounds bei einem 52:50-Sieg gegen das Basketball-Team der Duke University. Damit war er zusammen mit Ralph Sampson der einzige Spieler in der Geschichte des College-Sports, der in einem Spiel mindestens 10 Blocks erzielte.
Nach der Saison meldete er sich für den NBA-Draft 2020 an, zog jedoch die Anmeldung, nachdem er seine Entscheidung überdacht hatte, zurück, und kehrte für seine letzte Saison im August 2020 zu seinem College-Team zurück.
Nach der Saison 2020/21 meldete sich Huff erneute für den Draft an und nahm dieses Mal am NBA-Draft 2021 teil.

## NBA / G-League

### Los Angeles Lakers / South Bay Lakers (seit 2021)
Nachdem Huff im NBA-Draft 2021 nicht ausgewählt worden war, schloss er sich den Washington Wizards für die NBA Summer League 2021 an. Mitte September 2021 unterschrieb er bei den Wizards einen 10-Tage-Vertrag und wurde aber Mitte Oktober wieder freigestellt.
Mitte Oktober 2021 unterzeichnete Huff einen Zwei-Wege-Vertrag mit den Los Angeles Lakers und wird seitdem bei beiden Teams im Kader eingesetzt.

## Privates
Beide Elternteile von Huff sind ehemalige College-Basketballspieler. Sein Vater, Mike, spielte für die Pacific Lutheran University und war Highschooltrainer in Durham. Seine Mutter, Kathy, spielte für die West Virginia University. Huff wurde seit seiner Kindheit für den Basketball begeistert und gefördert. Seine letztendlich erlangte Körpergröße von 2,16 m ist für diesen Sport eine gute körperliche Voraussetzung.
Huff ist Mitglied der christlichen Chi-Alpha-Verbindung an der University of Virginia.